# Neurothemis tullia
The Pied Paddy Skimmer (Neurothemis tullia) là một loài chuồn chuồn ngô được tìm thấy ở phía nam và south-east Asia. It appears in Bangladesh, China, Hong Kong, Ấn Độ, Malaysia (bán đảo Mã Lai), Myanmar, Nepal, Sri Lanka, Taiwan, Thailand, và Viet Nam. The species is fairly common, with a black body và black và white wings with transparent tips.

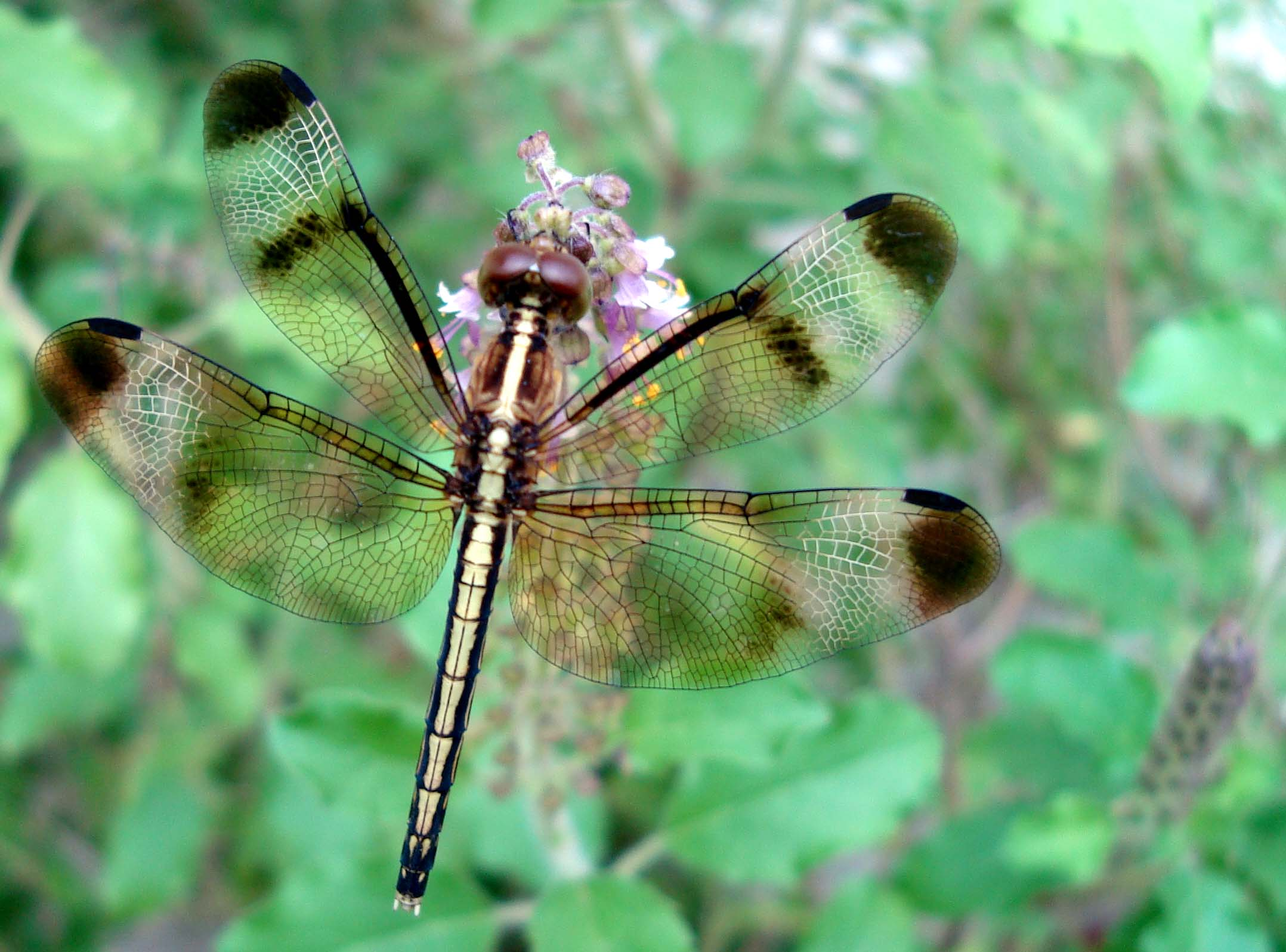
Female

## Hình ảnh

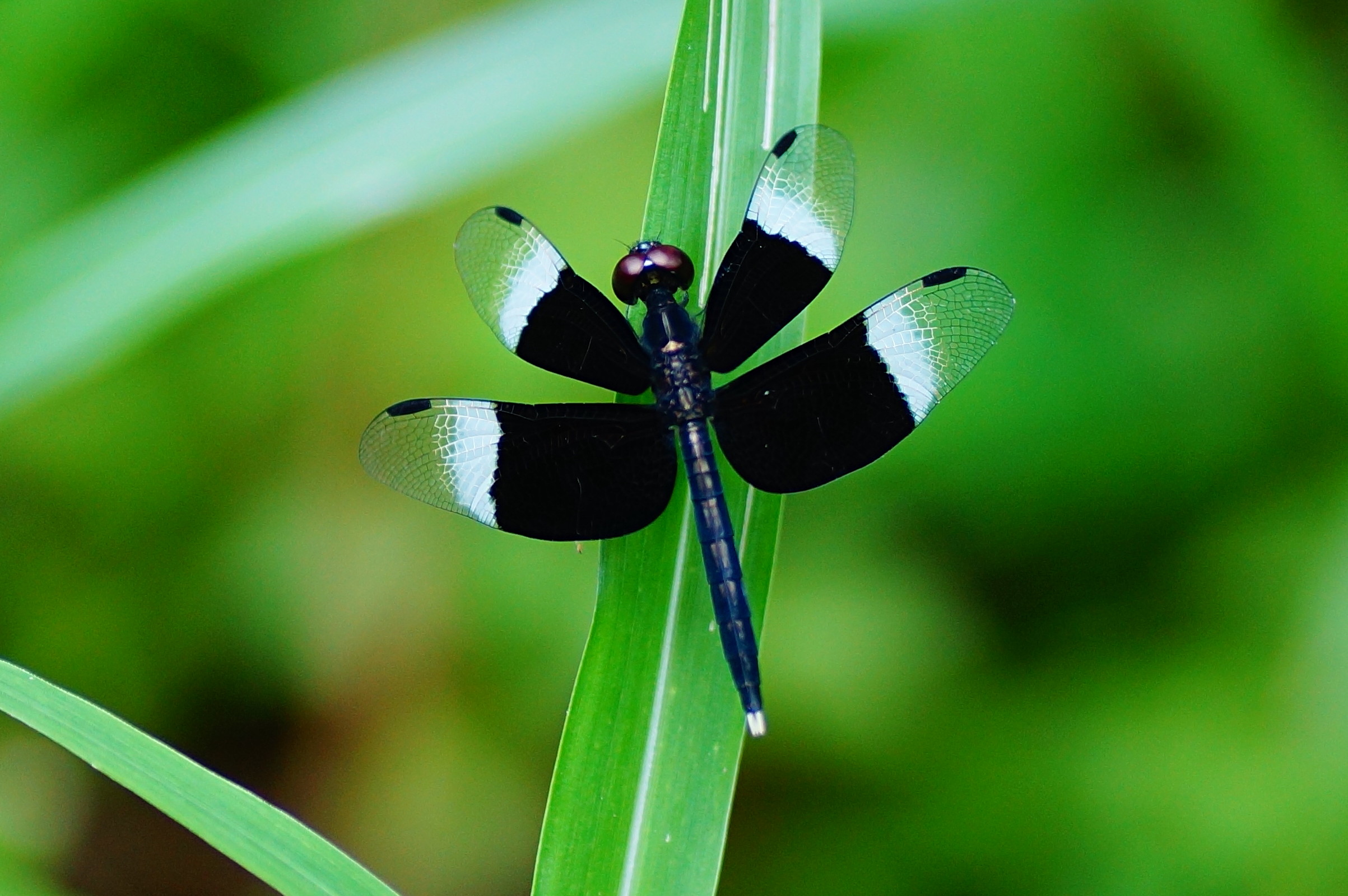
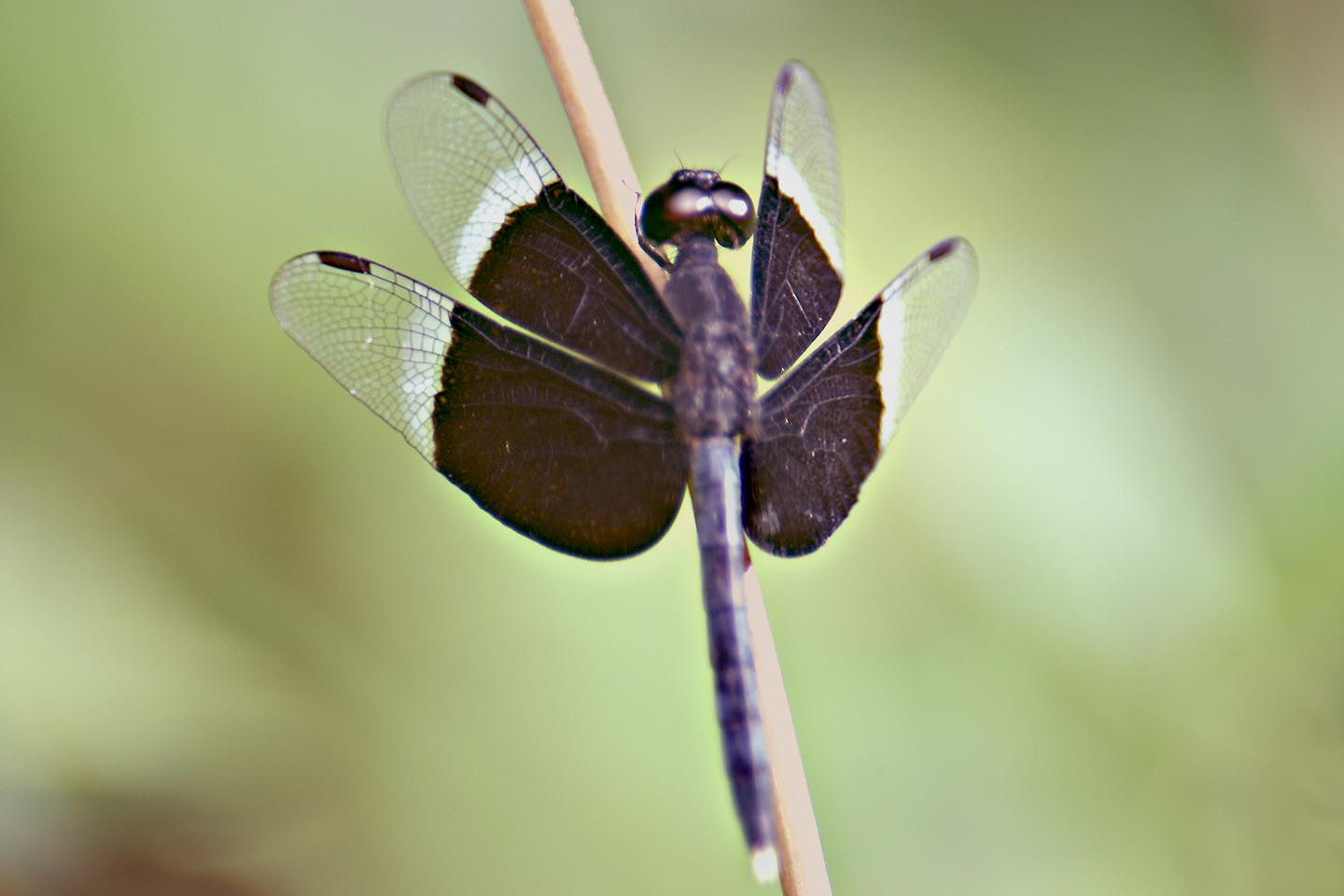
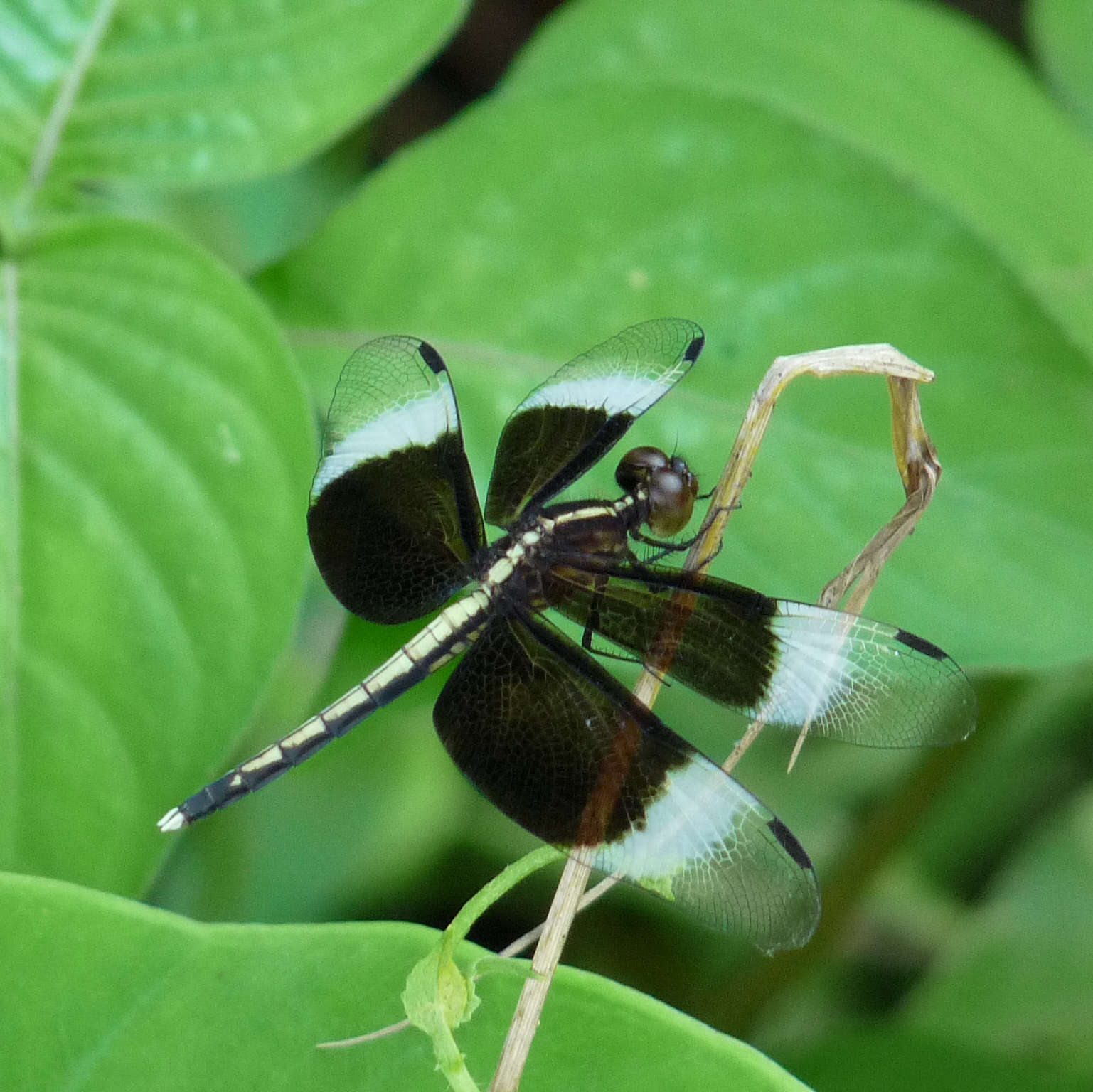
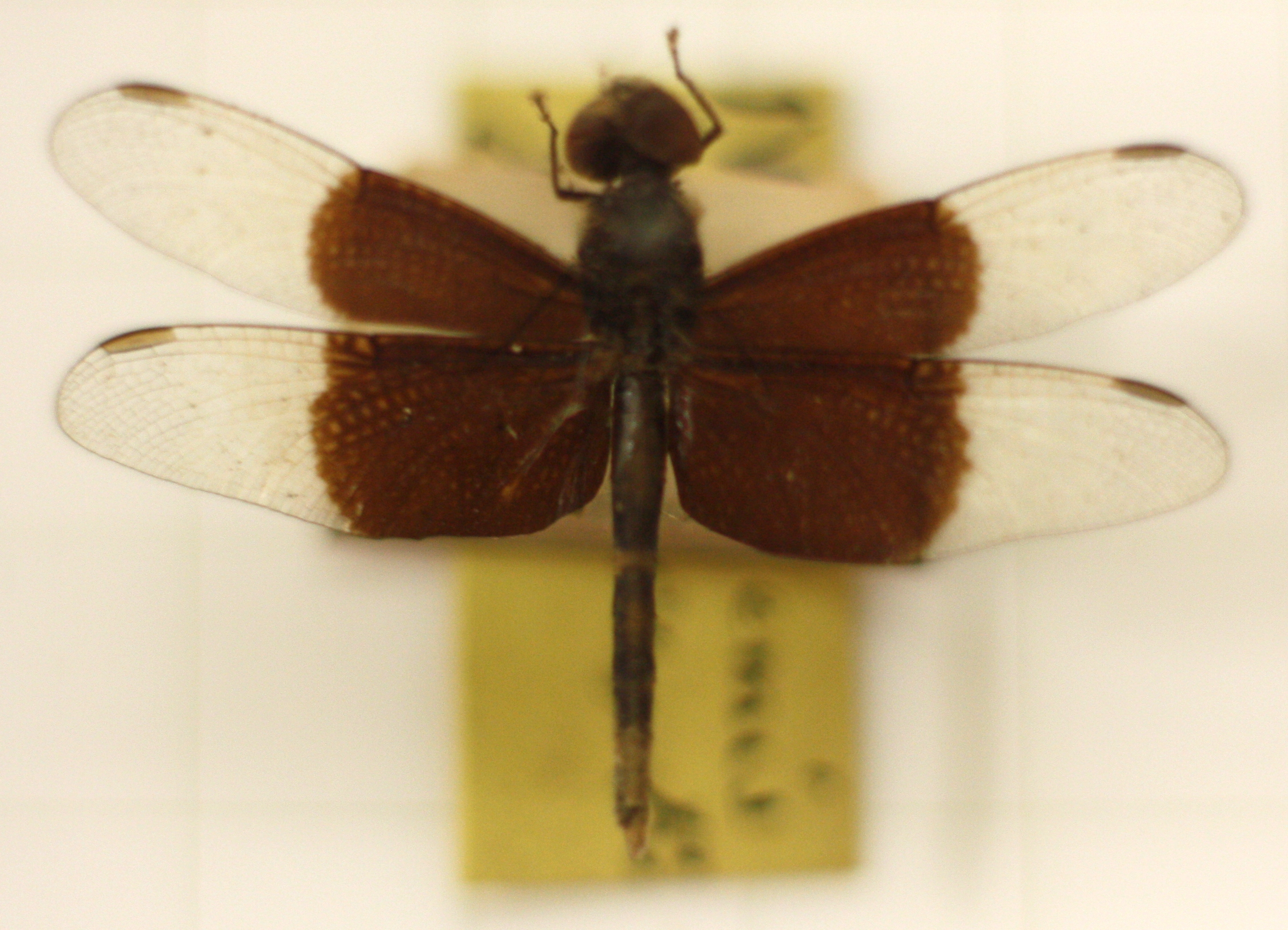